# Danny Phiri
Danny Phiri (Harare, 25 de julho de 1989) é um futebolista profissional zimbabuano que atua como defensor.

## Carreira
Danny Phiri representou o elenco da Seleção Zimbabuense de Futebol no Campeonato Africano das Nações de 2017.